# L'Uovo di Colombo (album)
L'Uovo di Colombo è un album del gruppo L'Uovo di Colombo pubblicato nel 1973.
Il long playing risulta nella selezione del libro "I 100 migliori dischi del Progressive italiano", edito nel 2014.

## Tracce
Musica e testi di E. e E. Volpini, R. Stefani, T. Tartarini, O. Cerri
Lato A
1. L'indecisione – 4:55
2. Io – 3:32
3. Anja (coscienza e vanità) – 4:37
4. Vox Dei – 4:57

Durata totale: 18:01
Lato B
1. Turba – 4:09
2. Consiglio – 4:48
3. Visione della morte – 6:42
4. Scherzo – 0:22

Durata totale: 16:01

## Musicisti
- Enzo Volpini - tastiere elettroniche, tastiere elettriche, tastiere acustiche, chitarra, voce corale
- Elio Volpini - basso elettrico, chitarra elettrica, voce corale, voce solista (brano: L'indecisione)
- Ruggero Stefani - batteria, percussioni, voce corale
- Toni Gionta - voce solista